# Dalocha
Dalocha est un woreda du centre-sud de l'Éthiopie situé dans la zone Silt'e. Ce district a 89 807 habitants en 2007 et porte le nom ce son chef-lieu. Il fait partie de la région des nations, nationalités et peuples du Sud jusqu'au transfert de la zone Silt'e dans la région Éthiopie du Centre en août 2023.
La ville de Dalocha se trouve une quinzaine de kilomètres au sud-est de Worabe à près de 2 000 m d'atitude. Outre les environs de son chef-lieu, le district s'étend vers l'est et le sud. Ses voisins font comme lui partie de la zone Silt'e.
|          | Silt'e (woreda) |        |
| Wulbareg | Dalocha         |        |
|          | Sankura         | Lanfro |

Le recensement national de 2007 fait état d'une population de 89 807 habitants dans le district, dont 8 % de citadins qui sont les 6 793 habitants du chef-lieu.
Environ 98 % des habitants sont musulmans et près de 2 % sont orthodoxes.
En 2022, sa population est estimée à 126 233 personnes avec une densité de population de 360 personnes par km2 et 351 km2 de superficie,.